# (138) Tolosa
(138) Tolosa es un asteroide que forma parte del cinturón de asteroides y fue descubierto por Henri Joseph Anastase Perrotin desde el observatorio de Toulouse, Francia, el 19 de mayo de 1874. Está nombrado por el nombre en latín de la ciudad francesa de Toulouse, lugar del descubrimiento.

## Características orbitales
Tolosa orbita a una distancia media del Sol de 2,451 ua, pudiendo acercarse hasta 2,054 ua y alejarse hasta 2,847 ua. Tiene una inclinación orbital de 3,203° y una excentricidad de 0,1617. Emplea en completar una órbita alrededor del Sol 1401 días.